# Huta szkła Stoelzle Częstochowa
Huta szkła Stoelzle Częstochowa – huta szkła w Częstochowie, położona w dzielnicy Wyczerpy-Aniołów.
Huta szkła „Paulina” została założona w 1897 roku przez Izydora Geislera, na terenie Wyczerp Dolnych. Po II wojnie światowej huta została upaństwowiona, jednak nie wznowiła produkcji. Nowy zakład, zbudowany na miejscu starego, został oddany do użytku w 1963 roku.
Od 2001 roku huta jest częścią koncernu Stoelze Glass z siedzibą w Austrii. Zakład zajmuje się głównie produkcją opakowań szklanych, wytwarza również produkty dekorowane (między innymi za pomocą sitodruku). Przedsiębiorstwo posiada certyfikat jakości ISO 9001.
Od 30 października 2018 roku firma jest sponsorem tytularnym drużyny siatkarskiej Eco-Team AZS Stoelzle Częstochowa.